# Mariengart
Mariengart ist ein weilerartiger Ortsteil von Vacha im Wartburgkreis in Thüringen.

## Lage
Mariengart liegt südlich von Wölferbütt an der Kreisstraße 102, die Anschluss an die Landesstraße 2601 besitzt. Das muldenartige Tal ist beidseitig mit bewaldeten Hängen flankiert. Weiter südlich befindet sich das Naturschutzgebiet Arzberg. Die geographische Höhe des Ortes beträgt 360 m ü. NN.

## Geschichte
Am 31. August 786 wurde der Weiler im Besitz des Klosters Hersfeld erstmals urkundlich als Schalkeslohe erwähnt.
Heute stehen in Mariengart noch die Ruine einer Grabkapelle von 1676 und Reste einer Scheune des Klosters. Die Kapelle wurde für Kunigunde von Boineburg und Friedrich von Buttlar errichtet. 1704 brannte sie bei Reparaturarbeiten ab.
Durch Heinrich von Heringen wurde die Gründung eines Klosters veranlasst, das er dem Bettelorden der Serviten übertrug, die Klostergründung erfolgte 1339, doch erkannten die Mönche rasch, dass die erforderlichen Mittel und Einkünfte an diesem Ort zum Aufbau der Klosteranlage und zu wohltätigen Zwecken nicht aufzubringen waren. Bereits 1368 wurde das Kloster vor die Stadtmauer von Vacha verlagert (Servitenkloster Vacha). Der unvollendete Gebäudekomplex wurde von einem Ortsadeligen übernommen und diente als Wirtschaftshof, dieser Nachfolgebau wurde 1525 im Bauernkrieg überfallen und niedergebrannt. Die Gebäude wurden erneuert und dienten fortan als Wirtschaftshof, doch bereits im Dreißigjährigen Krieg wurde der Besitz erneut geplündert und die hoch verschuldeten Eigentümer mussten das Gehöft als Pfandbürgschaft der begüterten Adelsfamilie von Buttlar überlassen. Der neue Besitzer Johann Friedrich von Buttlar erbaute das bis in die Mitte des 19. Jahrhunderts erhaltene Hofgut und umgab den Gebäudekomplex mit einer Schutzmauer, von der noch geringe Reste erkennbar sind. Auf Anregung seiner Gemahlin ließ Johann Friedrich von Buttlar die Kirchenruine als private Grabkapelle umbauen, die kirchliche Weihe erfolgte 1680 durch den Mainzer Weihbischof. Auch sein Sohn, General Johann Christoph von Buttlar, engagierte sich für das Gotteshaus. Es brannte 1704 nieder und er wollte es wieder aufbauen lassen, was jedoch sein Tod bei Landau in der Pfalz, 1705, verhinderte. Die Erben bevorzugten später andere Schlösser und Höfe in der Region, der Gutshof Mariengart wurde verpachtet, zuletzt diente er als Schäferei und Unterkunft eines Forstbediensteten. Der bauliche Zustand hatte um 1840 den Abriss der Hofgebäude zur Folge. Weitere Bauernhöfe wurden in der Umgebung des Klosters angelegt und bildeten den Ort Mariengart zu dem auch die im 18. Jahrhundert erbaute Reismühle gehörte.

## Sehenswürdigkeiten
- Die Kirchenruine befindet sich am südöstlichen Ortsrand und ist mit einer Mauer umgeben. An der Ruine befinden sich mehrere barocke Grabsteine aus dem 18. Jahrhundert.
- Die Dorflinde markiert die Ortsmitte und ist von einer kreisförmigen Mauer umgeben.
- restauriertes Kulturdenkmal Reismühle

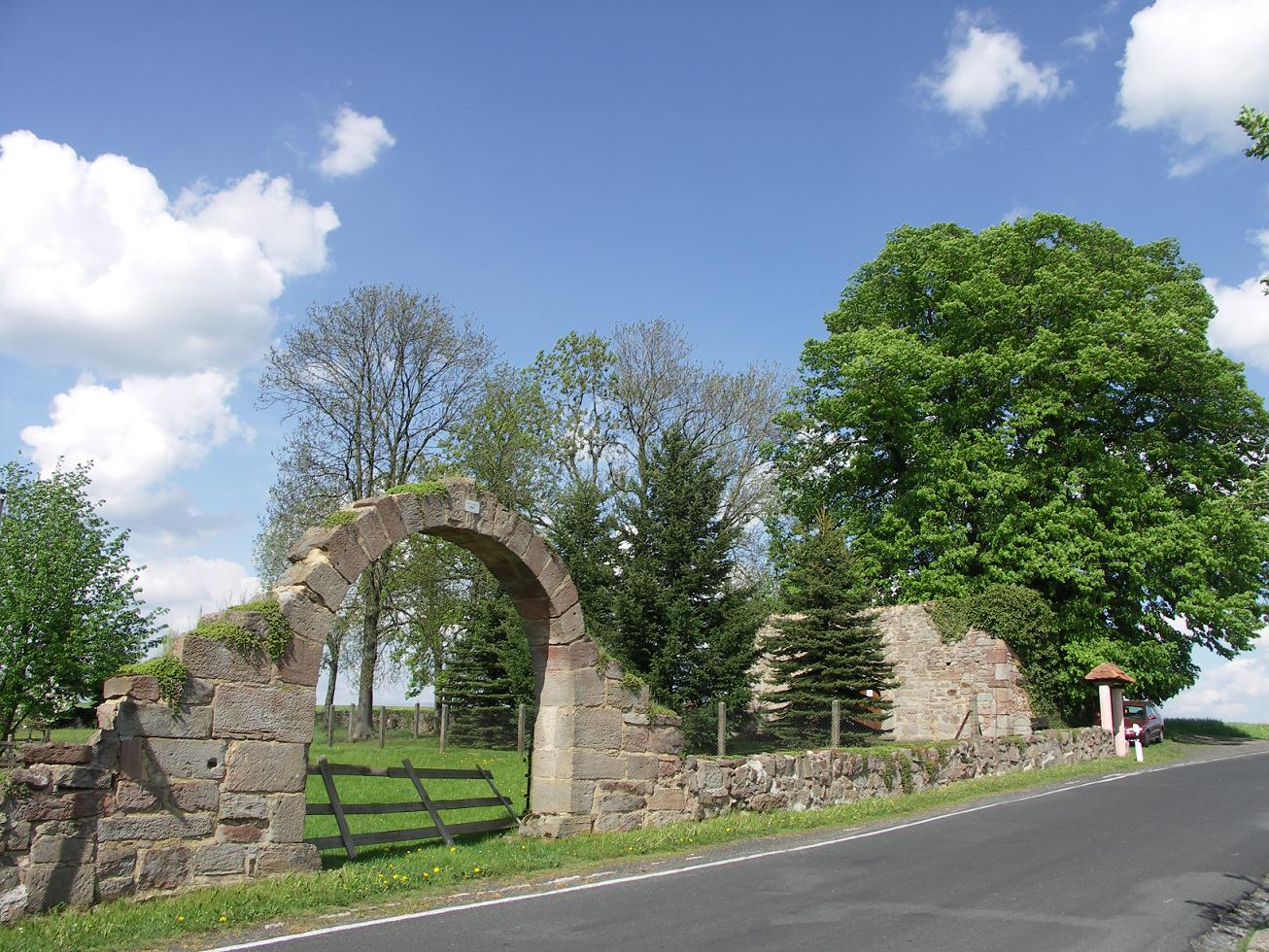
Torbogen der Klosterruine
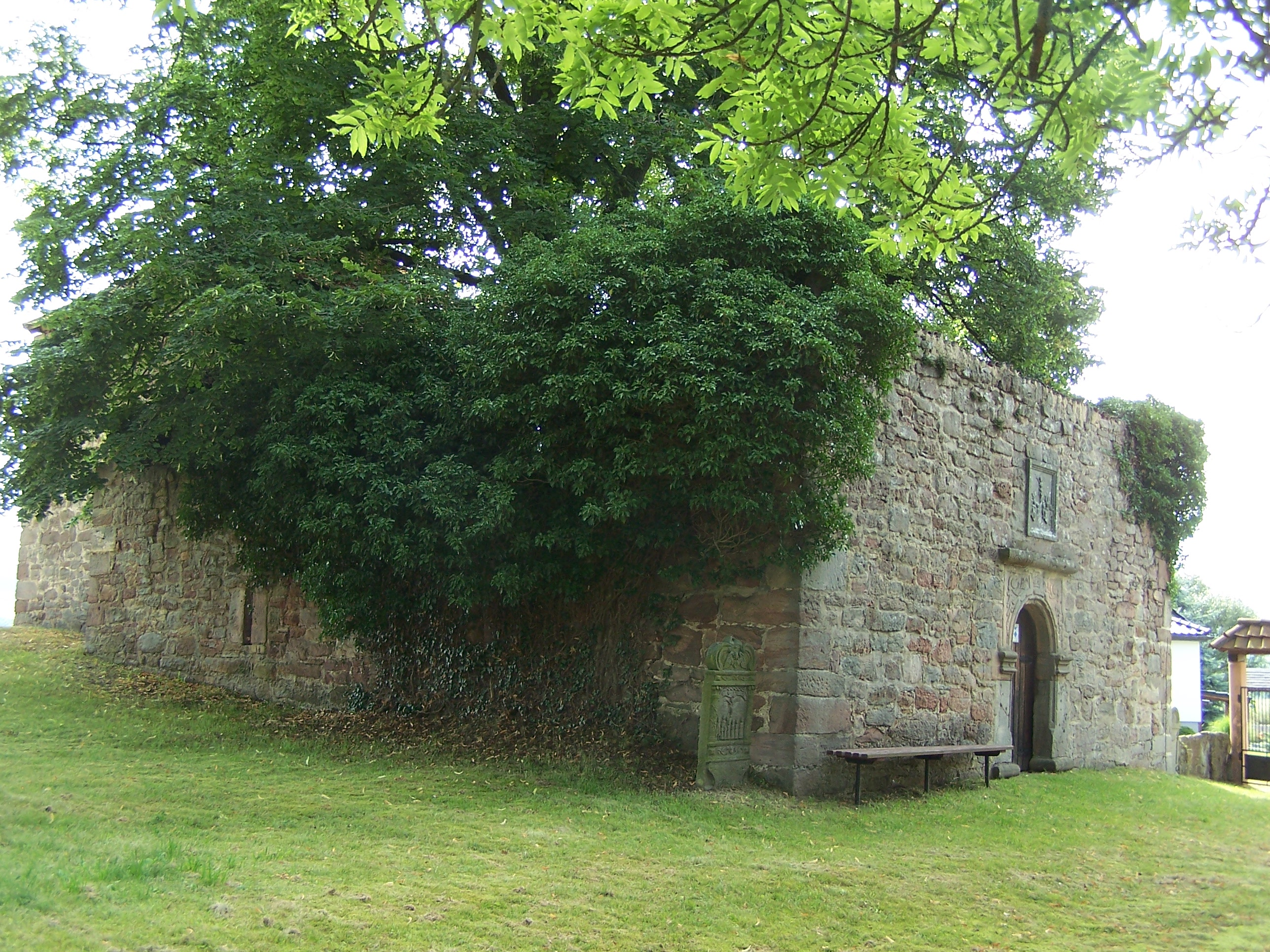
Die Kirchenruine
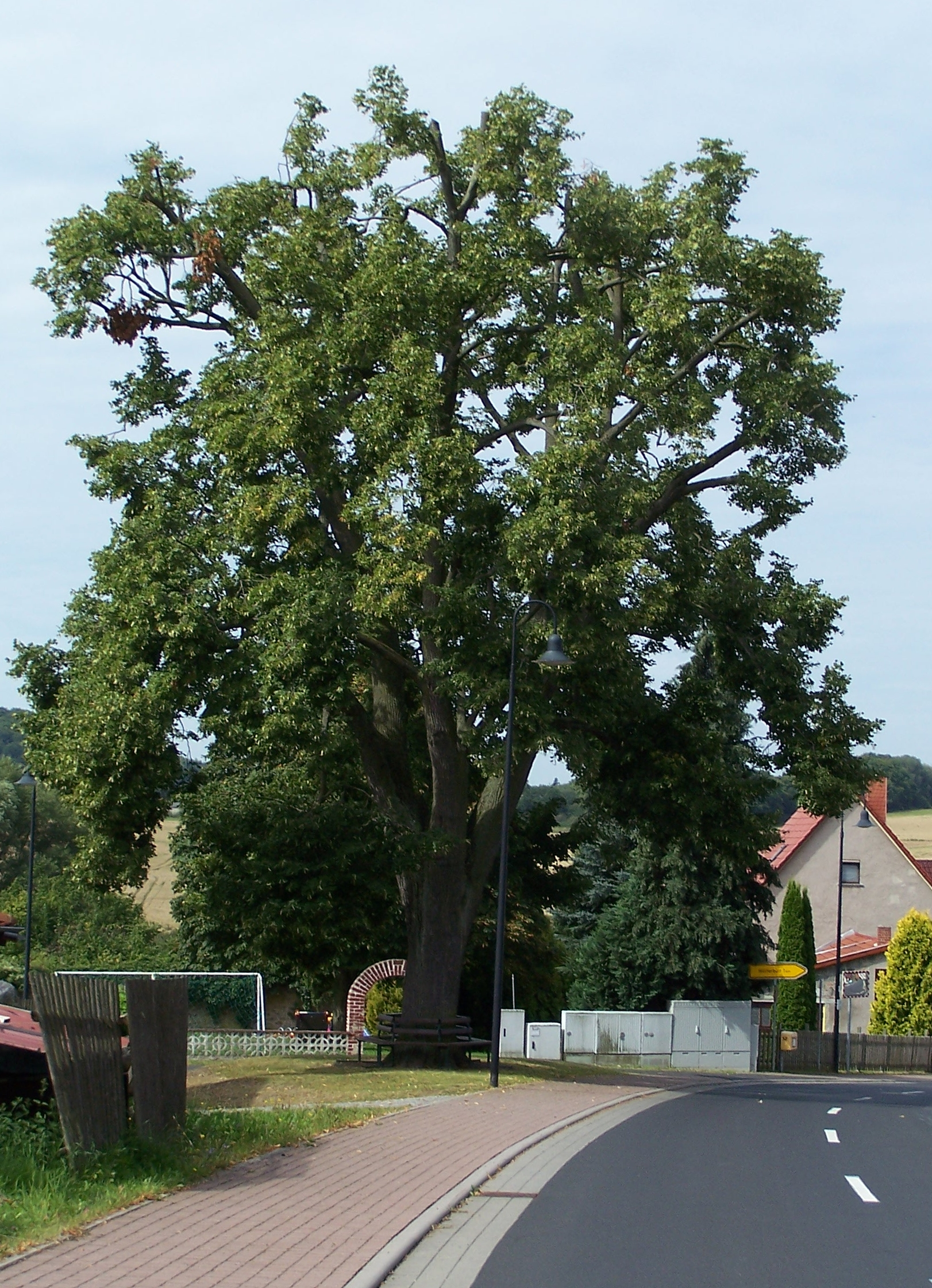
Die Dorflinde
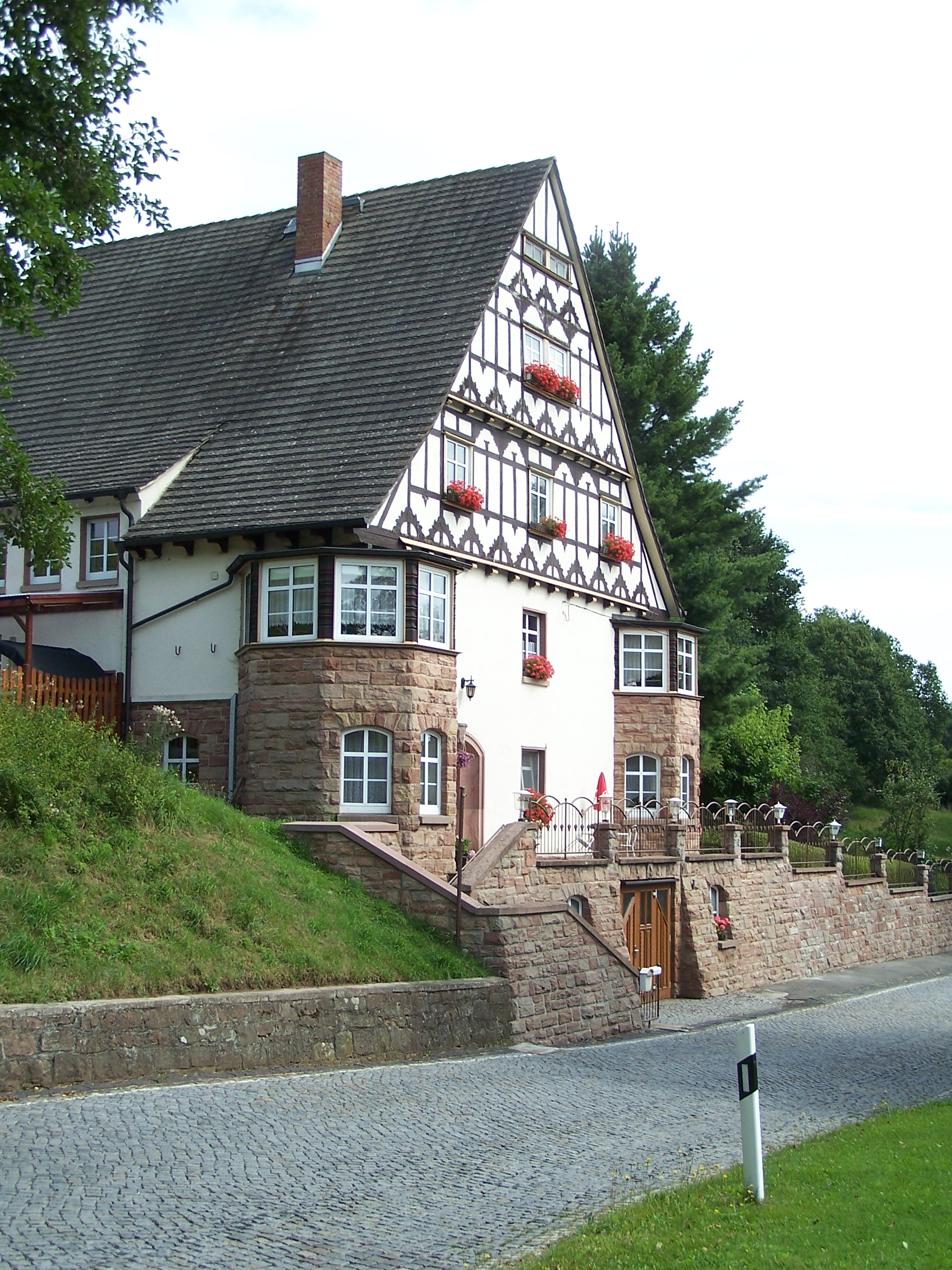
Die Reismühle